# Nationalparks in Schweden
Der Status Nationalpark bietet in Schweden den höchsten Grad an Landschaftsschutz. Bis auf wenige Ausnahmen im Süden des Landes erfüllen alle Nationalparks die Kategorie II der IUCN.
Schweden erklärte 1909 als erstes Land in Europa neun Gebiete zu Nationalparks. Ziel war es, die unberührte Natur für die damalige Generation sowie für alle nachfolgenden zu bewahren. Heute gibt es 30 schwedische Nationalparks, sowie in und um Stockholm den ersten Nationalstadtpark der Welt.
Im Jahre 2018 waren ca. 1,56 Prozent der Landesfläche (7.023,58 km²) als Nationalpark ausgewiesen. Darüber hinaus gibt es über 3500 streng geschützte Naturschutzgebiete, die eine Fläche von 36.816 km² einnehmen. In Schweden bestehen insgesamt 19.940 Naturschutzgebiete, die etwa 15 Prozent der Landfläche sowie weitere 15 Prozent der Meeresgebiete umfassen.

## Naturschutz
Auch heute noch ist das Hauptziel von Nationalparks (schwedisch Nationalpark) und Naturschutzgebieten (schwedisch Naturreservat) die Erhaltung der potenziellen Naturgegebenheiten. Beide Formen sind im Umweltgesetz eingetragen; der Schutzstatus ist jedoch je nach Gebiet sehr unterschiedlich und reicht von strengstem Schutz bis zu schwachem Schutz ähnlich den deutschen Naturparks oder Landschaftsschutzgebieten.
Die Nationalparks sollen alle sechs Großlebensräume Schwedens abdecken:

### Fjällgebirge
Etwa 90 Prozent der gesamten Nationalparkfläche – vor allem die drei aneinander angrenzenden Nationalparks Sarek, Padjelanta und Stora Sjöfallet im UNESCO-Welterbe Laponia – befindet sich in den Skanden. Für dieses Gebirge typisch sind die baumlosen Bergtundren (die in Skandinavien Fjäll genannt werden) sowie die Fjällbirkenwälder der Waldtundra am Übergang zur Nadelwaldzone. Die größten Flächen gehören zu den niedrigen Fjällregionen (Lågfjäll) mit weitläufigen subarktischen Wiesen und Strauchheiden. Ein geringer Teil reicht hinauf bis in die Zone der Kältewüste und Gletscher (Högfjäll).
Insgesamt gehören rund 10 Prozent Schwedens zur waldfreien Gebirgsregion. Je nach dem Blickwinkel des Betrachters ist das Fjäll entweder eine fast zur Gänze unberührte Wildnis oder eine alte Kulturlandschaft der indigenen sámischen Rentierhirten. Etwas mehr als ein Drittel dieser Region ist ausreichend (IUCN-Kategorie Ia/b oder II) geschützt.

### Nadelwälder
Der boreale Nadelwald ist der am weitesten verbreitete Landschaftstyp Schwedens und dominiert die Nationalparks (und anderen Großschutzgebiete) außerhalb der Fjällregion. Je weiter nördlich, desto schmaler sind die Silhouetten der Bäume aufgrund der Anpassung an die härteren Winter. Zudem erhöht sich der Anteil der Birken nach Norden und mit zunehmender Meereshöhe.
Mit ca. 6 % der rund 226.000 km² großen Gesamtwaldfläche verfügt Schweden neben Finnland für westeuropäische Verhältnisse noch über einen vergleichsweise großen Bestand an Urwäldern (gemäß IFL-Standard) (Zum Vergleich: Die knapp 14.000 km² Urwaldfläche Schwedens ist gegen die über 270.000 km² in Nordwest-Russland sehr gering. Demgegenüber weisen die Länder Mitteleuropas und die Laubwaldgebiete Schwedens gar keine IFL-Wälder mehr auf). Während nur knapp 12 % der russischen Flächen (~ 32.000 km²) unter strengem Schutz stehen, sind es in Schweden immerhin über 65 %.

### Edellaubwälder
Der Laubwald – in Schweden Edellaubwald genannt – wird wie im nördlichen Mitteleuropa maßgeblich durch Rotbuchen, Eschen, Stiel- und Traubeneichen sowie Ulmen gebildet. Er ist oft sehr artenreich und bietet Schutz und Lebensraum für viele gefährdete Arten. Heute gibt es diese Wälder ausschließlich südlich des Dalälven, wie im Söderåsen-, Dalby Söderskog-, Stenshuvud- und Ängsö-Nationalpark.

### Feuchtgebiete
Rund ein Fünftel der Fläche Schwedens ist von Feuchtgebieten wie Mooren, Sümpfen und Feuchtwiesen bedeckt. Viele Pflanzen und Tiere haben sich deshalb besonders an diese Zonen angepasst. Besonders schöne und eindrucksvolle Feuchtgebiete finden sich im Muddus- und Store Mosse Nationalpark.

### Seen und Flüsse
Schweden ist eines der seenreichsten Länder der Welt. Der Nationalpark Djurö im Vänern besteht überwiegend aus Wasserfläche, während der Nationalpark Åsnen eine große Zahl an Inseln einschließt. Es gibt – vor allem im hohen Norden – noch einige Flüsse, die gänzlich oder beinahe völlig vom Menschen unbeeinflusst sind. Der Vindelälven, der Torne älv, der
Kalixälven und der Piteälven sind deshalb als Nationalflüsse geschützt. Auch der Nationalpark Färnebofjärden am Ufer des Dalälven stellt ein wertvolles Süßwasserareal dar.

### Küste, Meer und Schären
Sehr vielfältig gestalten sich die Nationalparks entlang der Küste. So weist der Nationalpark Skuleskogen teilweise eine außergewöhnlich hohe Steilküste; der Stenshuvud Nationalpark große Sandstrände auf. Bekannt für seine Sandbänke und Schären ist der Haparanda Skärgård Nationalpark. Weitere Alleinstellungsmerkmale einiger Nationalparks sind die Granitfelsen von Blå Jungfrun, die Sanddünen von Gotska Sandön und das offene Meer des Kosterhavet Nationalparks.

## Geschichte und Verwaltung von Nationalparks
Die ersten Nationalparks in Schweden wurden laut dem Naturvårdsverket eher nach ästhetischen oder touristischen Kriterien denn aufgrund von Naturschutzüberlegungen eingerichtet. Sie lagen hauptsächlich in den nördlichen Teilen Schwedens und viele naturräumliche Besonderheiten wie etwa die Schären waren zu Anfang überhaupt nicht vertreten. In den von Samen bewohnten Gebieten spielte zu Beginn des 20. Jahrhunderts auch die Konsolidierung der schwedischen Macht über den hohen Norden eine entscheidende Rolle.
In jüngerer Zeit haben sich die Verfahren zur Einrichtung von Nationalparks verändert, besonders bezüglich der Auswahl und späteren Ausweisung neuer Parks. 2008 wurde ein neuer Nationalpark-Plan verabschiedet, der eindeutige Kriterien für die Auswahl vorgibt und sich an den Regeln der Weltnaturschutzunion (IUCN) orientiert.
Die zentrale Verantwortung für den Gebietsschutz in Schweden trägt das schwedische Umweltschutzamt Naturvårdsverket. Es bereitet auch die Beschlüsse der Regierung zur Einrichtung neuer Nationalparks vor. Träger der Nationalparks und Naturschutzgebiete ist in der Regel die jeweilige Provinzregierung, gelegentlich werden diese jedoch auch von Stiftungen verwaltet. Für alle Nationalparks ist zudem gesetzlich der freie Zugang gesichert.
Für jeden Nationalpark existiert ein individueller Pflegeplan zur nachhaltigen Erhaltung der intakten ökologischen Bedingungen. In diesen sind die Verwaltungsaufgaben, Methoden und Inhalte des fortlaufenden Monitorings von Fauna und Flora, Maßnahmen gegen Erosion, die Beschilderung, das Wegenetz und die Besucherlenkung geregelt.
Im Normalfall wird die Natur in Nationalparks unverändert belassen (Prozessschutz). Nur in den Parks, die zur Erhaltung von Kulturlandschaften eingerichtet wurden, sind dauerhafte Pflegemaßnahmen, die der historischen Nutzung entsprechen, notwendig.

## Gründung und Verwaltung von Naturschutzgebieten
Über die Gründung eines geschützten Gebietes (Naturreservat) beschließen, nach Verhandlungen mit den Grundbesitzern und allen weiteren betroffenen Personen, die Provinzregierungen und die jeweiligen Kommunen.
Anders als bei einem Nationalpark kann ein Naturschutzgebiet sich auch in Privatbesitz befinden. Viele Naturschutzgebiete werden geschaffen, um die Pflanzen- und Tierwelt zu schützen; andere um als eine Art Naherholungsgebiet mit Freizeit- und Sportmöglichkeiten zu dienen. Die Grenzen sind jedoch fließend. Dies ist die Ursache für die eingangs genannten Unterschiede bei der Strenge des jeweiligen Schutzstatus.

## Liste der Nationalparks
| \| \| |
|       |

|  |

| \| \| |
|       |

|  |

| \| \| |
|       |

|  |

| \| \| |
|       |

|  |

| \| \| |
|       |

|  |

| \| \| |
|       |

|  |

| \| \| |
|       |

|  |

| \| \| |
|       |

|  |

| \| \| |
|       |

|  |

| \| \| |
|       |

|  |

| \| \| |
|       |

|  |

| \| \| |
|       |

|  |

| \| \| |
|       |

|  |

| \| \| |
|       |

|  |

| \| \| |
|       |

|  |

| \| \| |
|       |

|  |

| \| \| |
|       |

|  |

| \| \| |
|       |

|  |

| \| \| |
|       |

|  |

| \| \| |
|       |

|  |

| \| \| |
|       |

|  |

| \| \| |
|       |

|  |

| \| \| |
|       |

|  |

| \| \| |
|       |

|  |

| \| \| |
|       |

|  |

| \| \| |
|       |

|  |

| \| \| |
|       |

|  |

| \| \| |
|       |

|  |

| \| \| |
|       |

|  |

| \| \| |
|       |

|  |

Hinweis: Geplante Erweiterungen bestehender Nationalparks sind in der oben abgebildeten Tabelle jeweils mit einem + versehen.

## Nationalparkplan
2008 hat die schwedische Naturschutzbehörde nach eingehenden Untersuchungen und Befragungen der beteiligten Provinzen, Organisationen und Grundeigentümer einen neuen Nationalparkplan vorgestellt. Zukünftig sollen 13 neue Nationalparks ausgewiesen sowie sieben bestehende erweitert werden (siehe Tabelle). Würde der Plan komplett umgesetzt, würde die Anzahl der Nationalparks auf 42 steigen. Bislang (2018) wurde mit dem Nationalpark Åsnen ein weiterer geplanter Park verwirklicht. Das größte Projekt – der ~ 2300 km² groß geplante Nationalpark Vålådalen-Sylarna-Helags in Jämtlands län – scheiterte hingegen im Jahr 2019 aufgrund von Uneinigkeiten der beteiligten Interessenvertreter.
| \| \| |
|       |

|  |

| \| \| |
|       |

|  |

| \| \| |
|       |

|  |

| \| \| |
|       |

|  |

| \| \| |
|       |

|  |

| \| \| |
|       |

|  |

| \| \| |
|       |

|  |

| \| \| |
|       |

|  |

| \| \| |
|       |

|  |

| \| \| |
|       |

|  |